# Yanluo Wang
Yanluo Wang o Yamla (en xinès simplificat: 阎罗王; en xinès tradicional: 閻羅王;  pinyin: Yánluówáng) és una deïtat de la religió i el taoisme xinès, i el governant de Diyu, l'inframon. El nom Yanluo és una transliteració xinesa abreujada del terme sànscrit Yamarāja (閻 魔 羅 社). També és el jutge dels inferns i dels morts.
Yanluo Wang té el seu propi nombre d'històries i s'ha venerat durant molt de temps a la Xina. La seva personificació sempre és masculina, i els seus esbirros inclouen un jutge que té a les mans un pinzell i un llibre on es recullen totes les ànimes i la data de mort assignada per a cada vida. Cap de toro i Cap de cavall, els temibles guardians de l'infern, porten els morts recentment, un per un, davant Yanluo per al seu judici. Als homes o dones amb mèrits se'ls recompensarà una bona vida futura, o fins i tot un renaixement en la seva vida anterior. Els homes o dones que hagin comès malifetes seran condemnats a tortures o vides futures miserables.

## Etimologia
El Rei Yan, apareix amb noms diferents, molts d'ells creant confusions:
- Rei Yan (阎王).
- Yen Wang.[1]
- Yan Wang.[2][3]
- Shi Wang.[2][4]
- Yanluo Wang.[5]
- Yen-lo-wang.[6]
- Ti-tsang Wang, déu de l'Hades.[7]

No obstant també tenim alguns déus que s'anomenen similar, però corresponen a altres deïtats produïdes per les confusions amb la mitologia o amb la influència d'altres:
- Yan Di Shennong (habitual a Taiwan): déu dels Cinc Cereals, l'ancestre de l'agricultura, etc. Però també se'l va arribar a nomenar Rei Yan[8] o emperador Yan, sense cap relació amb el déu de la mort.
- Yan Di: déu del Sud, l'estiu i el foc, un dels Cinc Emperadors d'Agost.[9]
- Yama (यम राज/閻魔羅社, Yama Rājā): En les religions del Budisme i l'Hinduisme està associat al déu de la mort i de l'infern. Alguns llocs com al Budisme Tibetà i al Tantrisme se'l representa d'una manera temible, sent el jutge de l'inframón.[10]

## Orígens històrics i religiosos
El Rei Yama va aparèixer per primer cop al "Rig Veda" i més tard el bramanisme l'inclou al seu sistema de déus fins que el budisme el va adoptar anomenant-lo Yama, governador de l'infern.

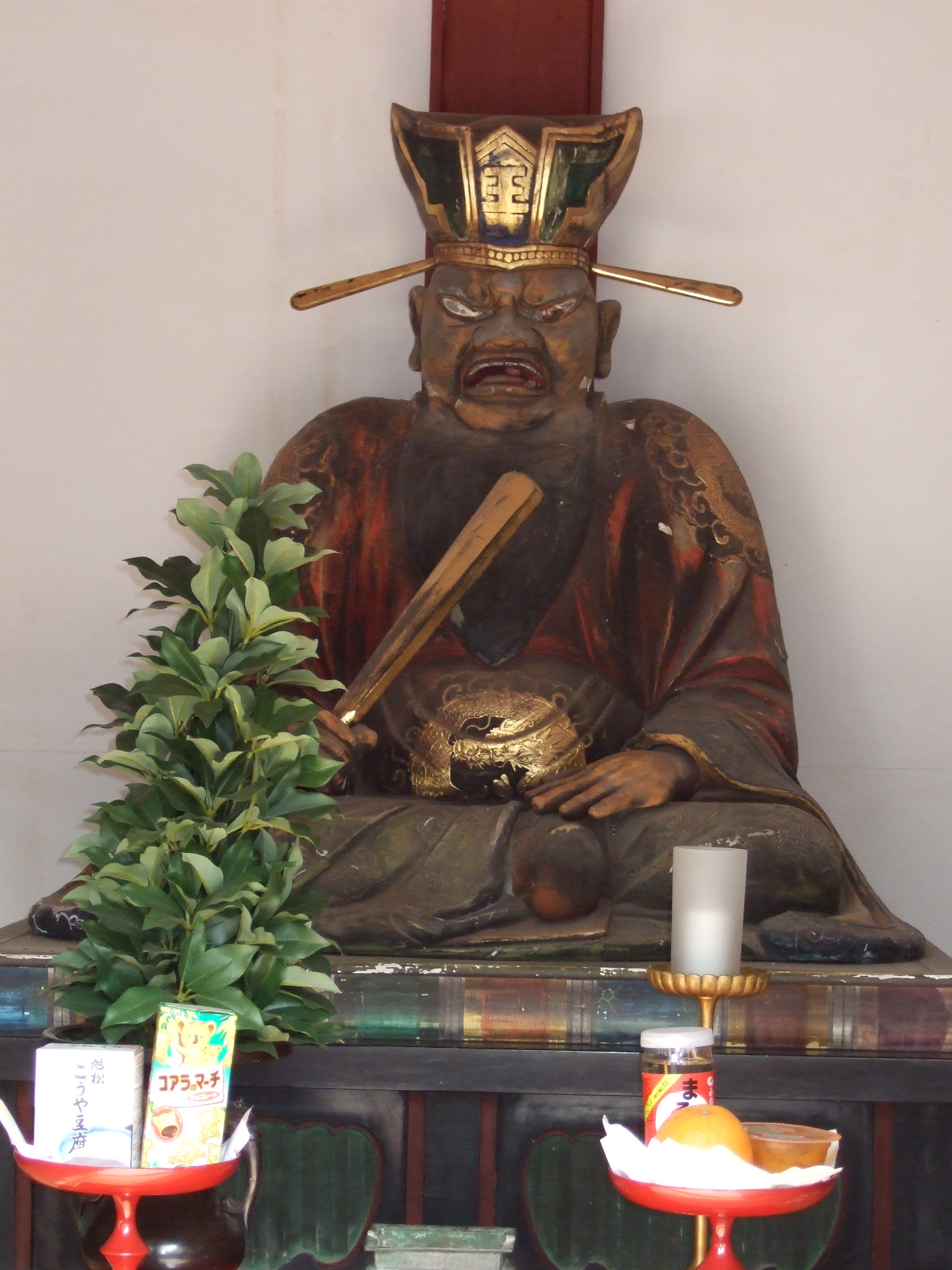
Estàtua de Yanluo Wang a Nariai-ji

La teoria del rei Yama es va introduir a la Xina a través del budisme donant lloc a una fusió amb el sistema de creences tradicionals xineses, el taoisme, llavors alguns conceptes com el "Karma" o el "Samsara" van aparèixer a la tradició xinesa i d'altres es van transmetre al budisme com el concepte de l'inframon. En aquest context, amb l'aparició de l'obra Fo shuo shiwang jing (sutra dels deu reis/sutra de la revelació feta al rei Yama) va néixer per primer cop el concepte dels Deu reis de l'infern o les Deu sales de l'infern, que més endavant apareixerà el culte al Dizang. Aquest text es considera que va ajudar a l'assimilació del rei Yama a la cultura xinesa. Stephen Teiser, en els seus estudis, menciona que és possible que aquest sistema dels deu reis de l'infern sigui una combinació dels conceptes indis del Karma i el Samsara amb els conceptes xinesos de la burocràcia imperial i la relació amb els clans.
A finals de la dinastia Tang, es considera el punt d'inflexió, quan va sorgir la teoria del budisme xinès dels Deu reis/Deu sales. Pels xinesos cada rei de cada sala era una personificació de Yen-luo-wang, però sempre aclarant que el vertader es troba al cinquè pis, amb aquesta versió entenem la llegenda de Yen-luo-wang (Yama) quan s'explica que és el governador del cinquè pis al ser degradat d'un inici del primer infern, a causa de la seva clemència, així doncs es va representar en endavant a Yanluo Wang com el cinquè d'aquest conjunt (Shidian Yánluó wáng 十 殿 阎罗 王, guardià classificador de les deu cambres) cadascun nomenat cap d'un infern per l'emperador de Jade. Els altres nou reis són: Qinguangwang (秦 广 王), Chujiangwang (楚江 王), Songdiwang (宋 帝王), Wuguanwang (五官 王), Bianchengwang (卞 城 王), Taishanwang (泰山 王), Pingdengwang (平等 王) Dushiwang (都市 王) Zhuanlunwang (转轮王), noms típicament taoistes. Competeixen amb Heidi, un altre déu taoista del món dels morts. Yanluo Wang continua sent el més famós i, amb diferència, el més present en la iconografia.
Llavors en les creences xineses la gent quan mor ha d'acceptar el judici del rei de l'infern (encarregat de la vida, la mort i la reencarnació), per això potser en altres llegendes se'l considera el Rei de la igualtat, perquè ell és el que dictamina què és bo i dolent, crea justícia. Aquest rei de la igualtat, pot ser un error de traducció, però més endavant es va associar al Karma, ja que el Sutra diu que el rei dimoni serà castigat segons el seu karma, i serà recompensat per les seves bones accions.
Una altra d'aquestes llegendes dins del budisme xinès és la teoria que el rei Yama és un dels Vint Devas (二十 諸天 Èrshí Zhūtiān) o els Vint-i-quatre Devas (二十 四 諸天 Èrshísì zhūtiān), un grup de dharmapales protectors, dins la seva creença.

### Diferents representacions de Yanluo
Molts d'aquests inferns eren governats per déus (antics xinesos o derivats d'altres religions) o inclús personatges importants, com per exemple, des de la dinastia Sui i Tang fins a la Ming i Qing van aparèixer diferents personatges, en la literatura o en les llegendes populars, que van ser representats com Yanluo, ja que, pels xinesos, Yanluo, era només un funcionari o un títol. La dinastia Sung, va ser la primera a registrar ministres locals en posicions de l'infern, com per exemple Pao Ch'eng, que apareix representat com un erudit acompanyant de Yen-lo-wang, fins que arriba a ser equiparat amb Yen-lo-wang en les llegendes populars. Alguns d'aquests homes importants en vida que acaben sent representats com reis de l'infern són: Bao Zheng, Han Qinhu, Fan Zhongyan i Kou Zhun.
- Han Qinhu (韩擒虎), un general a la dinastia Sui, en la llegenda es diu que Qinhu rodejat de guàrdies sumptuosos, llavors la mare del seu veí ho va veure i va preguntar pel rei, fins que més endavant va aparèixer un personatge preguntant pel rei, rei Yanluo. Ningú sabia qui era aquest rei, però Qinhu va exclamar que ell en vida era un pilar del país i en mort seria el Rei Yanluo fins que després d'uns dies va morir d'una malaltia.[18] Al morir diuen les llegendes que una escorta va venir a buscar-lo per convertir-se en el rei de l'infern.[17]
- Kou Zhun (寇准), un ministre i poeta de la dinastia Song del Nord, registra que la seva concubina, Xitao, abans de morir va dir: "No volia dir res per por de revelar els secrets, però com que moriré avui, no passa res: Tu seràs el rei Yanfuti (Yanluo)."[19]
- Fan Zhongyan (范仲淹), un altre ministre i poeta de la dinastia Song del Nord.[12]

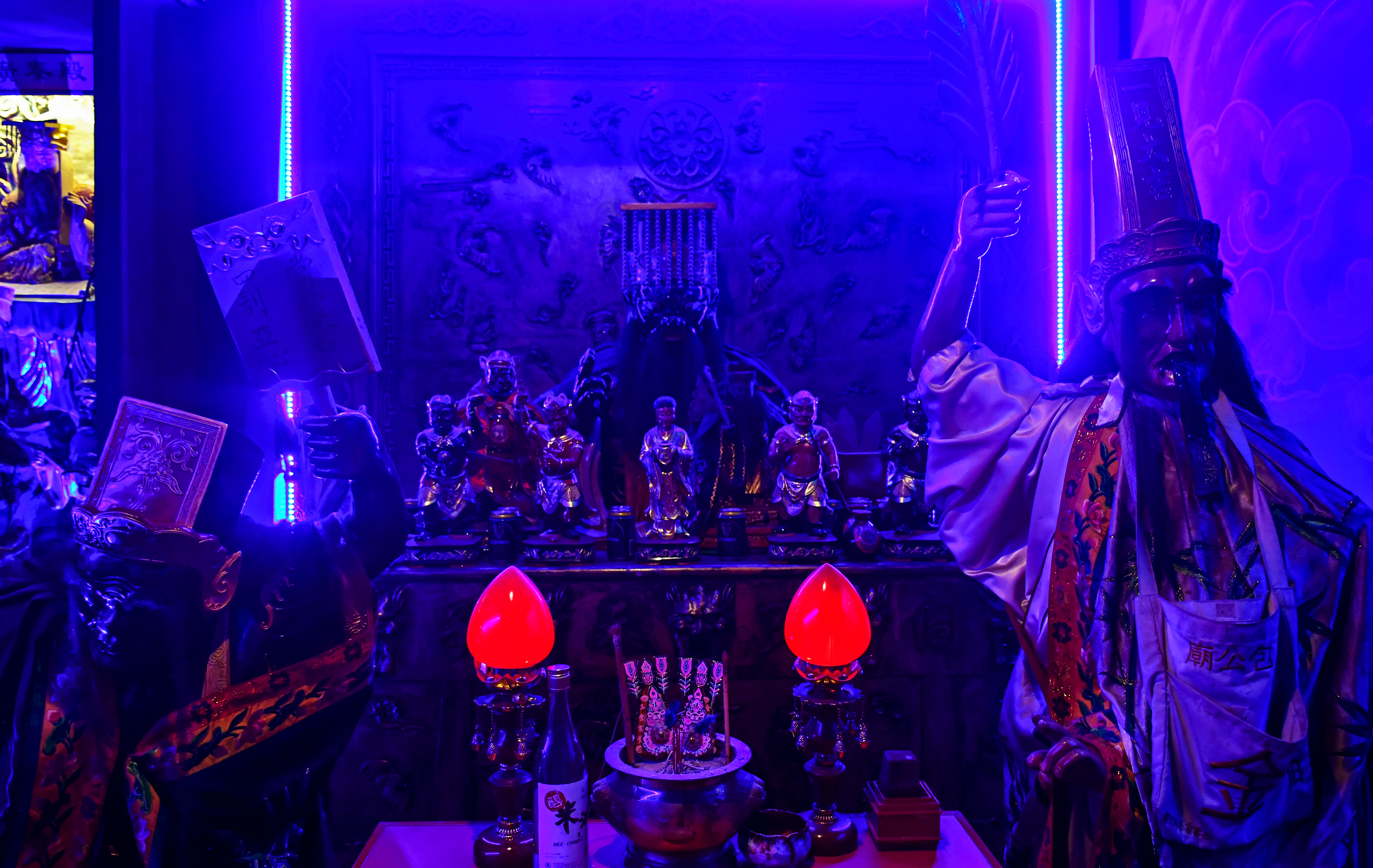
Bao Zheng representat com Yanluo Wang al temple Bao Gong, Singapure.

- Bao Zheng representat com Yanluo Wang al temple Bao Gong, Singapure.Bao Zheng (包拯), un jutge, també anomenat Bao Gong (包公) o Bao Qingtian (包青天), de la dinastia Song del Nord, va ser comparat amb el rei Yanluo per la seva aplicació imparcial de la llei. Moltes dones i infants el coneixien com Bao shizhi segons la "Song Shi" en la història de la cançó, en la seva biografia.[12] Durant el seu servei es va popularitzar una dita que deia: "Els suborns mai arribaran al Rei Yama",[20] o també: "Hi ha dos llocs on no es pot gaudir dels avantatges de les relacions, amb el rei Yanluo i amb el senyor Bao".[12] Pel segle XIII, Baogong ja era percebut com un dels jutges dels setanta-dos inferns existents i més endavant al segle XIX, regna al cinquè infern. Bao Zheng en ser el jutge de difunts per una divinitat superior de vegades també apareix acompanyat de tres assistents anomenats "Vellesa", "Malaltia" i "Mort".[21] Tot això ha produït una realització de drames o històries en la literatura sobre ell representat amb una varietat de formes com bondadós i cruel, però totes relacionades en el món de les ombres,[12] a més a més també s'han realitzat diversos temples en el seu honor.[20]

## Viatge a l'oest

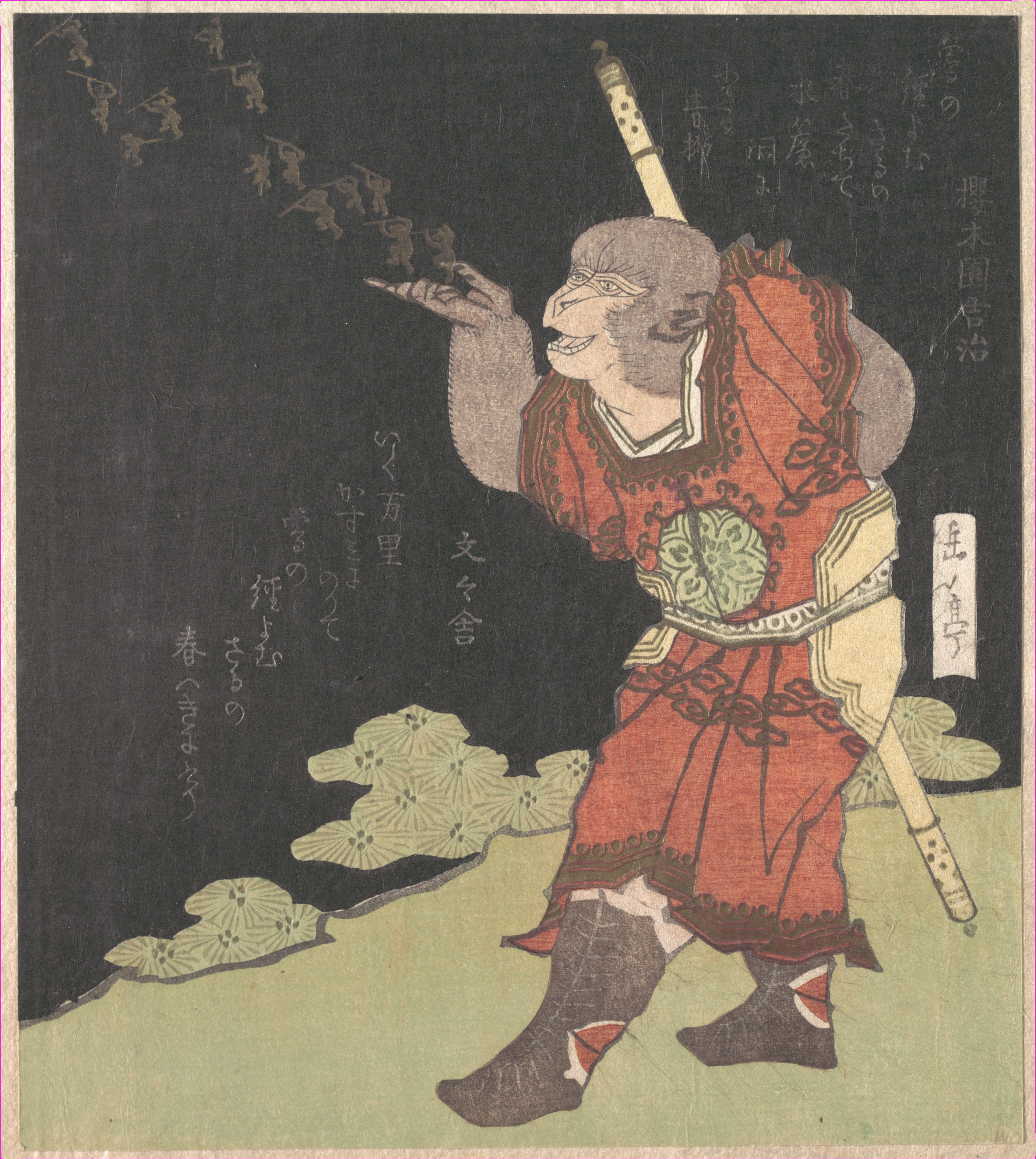
Il·lustració de Sun Wukong de la novel·la xinesa, viatge a l'oest, trobada al Met.

En la famosa i clàssica novel·la, viatge a l'oest, de Sun Wukong apareix Yama en alguns mites com el de l'emperador Tai-Chung. El primer mite i el principal és quan Sun Wukong es troba somiant, a causa de l'alcohol, i veu als soldats Cap de toro i Cap de cavall que se'l volen emportar cap a la regió de la foscor (infern), ell enfadat es defensà i va colpejar als soldats fins a convertir-los en cendra. Els deu reis de l'infern van entrar en contacte amb ell i juntament van analitzar els llibres de la Vida i la Mort, després de buscar el seu nom el va esborrar juntament amb el màxim de noms que va poder dels seus companys simis. Després el Rei Drac de l'Oceà Oriental, Ao-Kuang, li va explicar els fets a l'emperador de Jade:
Aquest en acabar de llegir l'informe, enfadat, va ordenar la seva captura, i ho va fer voluntàriament l'esperit Sempitern del Planeta Venus (l'Estrella d'Or). Quan va arribar al cel, enganyat per l'esperit, l'emperador de Jade el va condemnar als estables de cavalls fins que es va escapar, llavors encara més furiós l'emperador va ordenar arrestar-lo i així fins a aconseguir el títol de Gran Sabi, Sosia del Cel.

## Varietat d'interpretacions
En el món sincretista i no dogmàtic de les opinions religioses xineses, la interpretació de Yanluo Wang pot variar molt d'una persona a una altra. Mentre que alguns el reconeixen com una deïtat budista, d'altres el consideren un homòleg taoista del Bodhisattva Kṣitigarbha. Generalment vist com una deïtat severa, Yanluo Wang també és un jutge suprem just a l'inframon o hàbil defensor del Dharma.

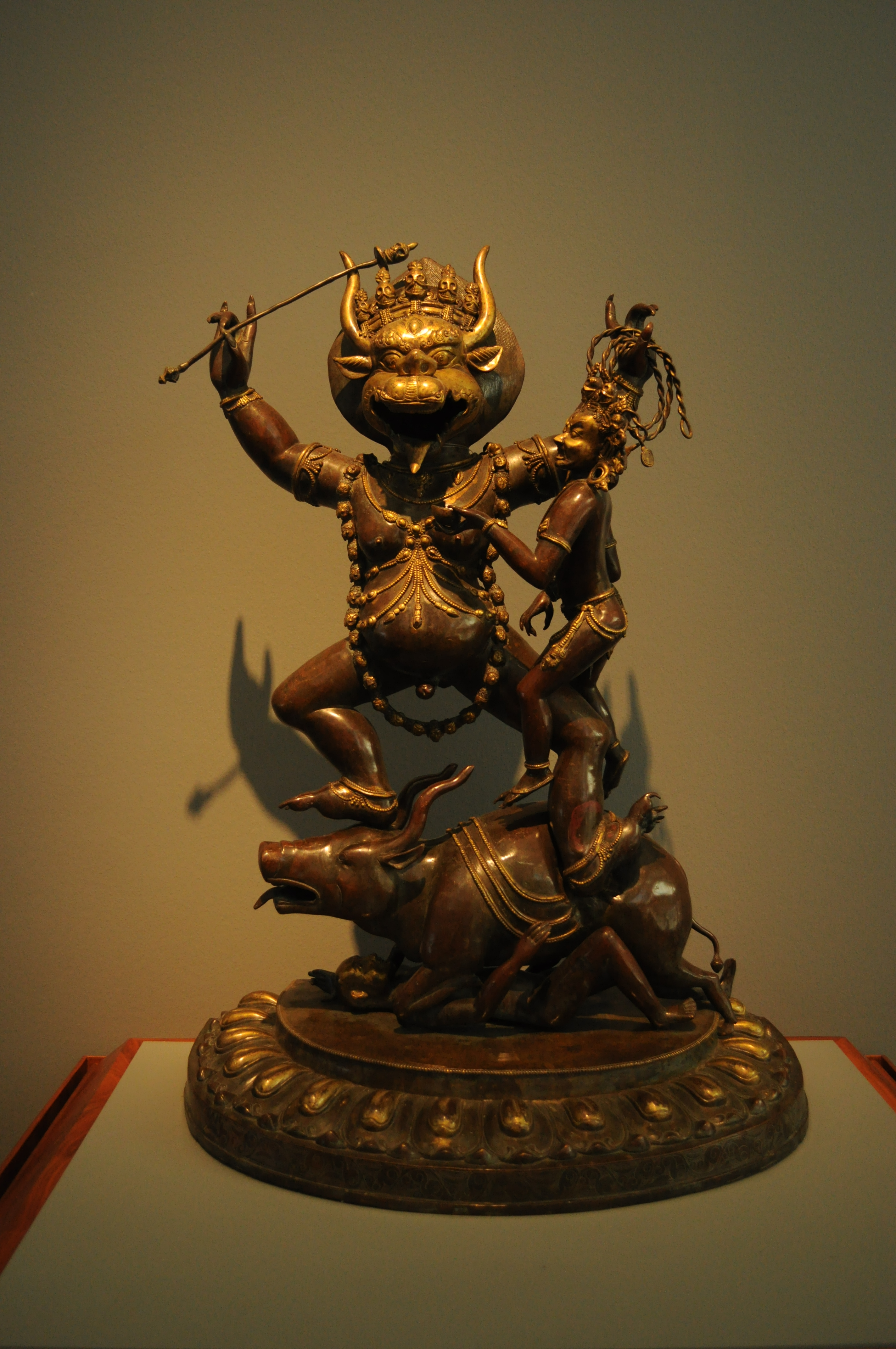
Yama amb la seva germana Yami, Tibet, finals del segle XVIII - principis del XIX, de la Trammell & Margaret Crow Collection of Asian Art, Dallas, Texas, USA.

### Bramanisme
En el bramanisme, Yama ( यम , Yama ) el fill del déu solar Visvavant, és el primer home que mor. Als Veda no se'l menciona com un déu sinó com a rei, el governador de l'infern, però el seu regne és situat al cel més alt a les regions del món del sud. Es menciona que Yama tenia una germana bessona, Yamī, identificada com la deessa del riu Yamunā. Algunes teories expliquen que mentre Yama mana sobre els morts masculins, la seva germana ho fa sobre els morts femenins, per això alguns llocs són mencionats com els Reis Doble (shuangwang). És a dir, Yama tenia les funcions del déu de la mort, el jutge dels morts i el guardià del sud, però com a rei del Dharma s'identifica amb el Karma.

### Budisme tàntric
La tendència dels rituals tàntrics no es basa a estudiar un ritual funerari on s'explica la situació post mortem per alleujar a Yama i poder obtenir un càstig menys sever. El principal càstig és l'escurçament de la vida d'una persona, i tots els rituals giren en torna a allargar aquesta vida, centrant-se en la mort en si mateixa i en la funció judicial de Yama amb un aspecte demoníac. En el tantrisme est-asiàtic, Yama, obté les seves característiques de deva (representat com un deva indi), és el rei de l'infern i el governador del barri sud, amb rituals no sols per la vida o la mort, sinó per la longevitat o l'evitació de calamitats fins a obtenir el títol de Rei de la igualtat (pingdeng wang) com a màxim governador de l'infern, déu del destí i de la fortuna.
Yama, en les representacions mandàliques apareix com una deïtat del "Womb Realm" (Garbhadhātu, Ch. Taizang jie), com un déu direccional i membre dels Dotze Devas també governador del barri Sud, la regió de la mort. Així mateix, és una deïtat chtonica, amb una iconografia i uns atributs únics com un ceptre amb un cap humà (daṇḍa-staff) i rodejat de les seves consorts Kālarātrī i Mṛtyus, i per les Set Mares (Saptamatṛkas). Encara que és un Deva és temut per portar la mort tallant l'arrel de la vida (alguns creuen que significa tallar la ignorància).

### Budisme hinduista

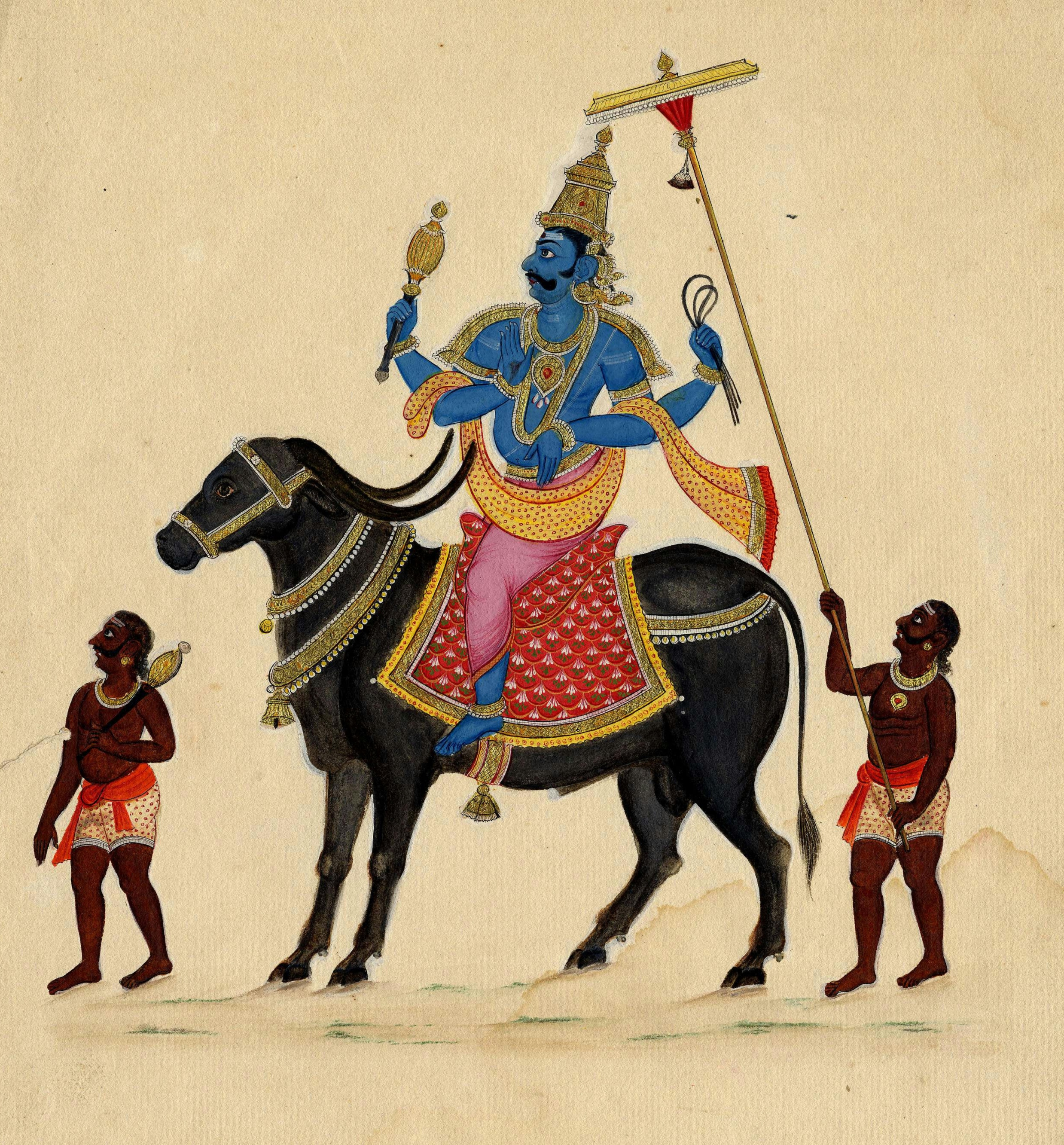
Pintura de Yama, que apareix amb els seus atributs com, sobre el seu vahana, el búfal. British Museum

Yanluo Wang és la traducció del nom en sànscrit de "Yama- Raja" del budisme indi. Yama, també anomenat Yama Deva, perquè és el tercer devaloka (el regne de Yama on el temps o les estacions són sempre favorables), És el jutge de l'inframon amb el poder judicial sobre els morts, és a dir, el poder de decidir. En la iconografia se'l representa d'un color verdós, amb robes vermelles cavalcant sobre un búfal i amb una soga i una porra a les mans, a més a més explica que posseeix dos gossos de vigilància amb quatre ulls cadascun.
En la mitologia índia, Yama, és el déu de la justícia associat al món funerari i de l'inframon, amb la creença que quan algú mor ell envia a dos àngels en una forma invisible per rebre l'esperit del difunt i poder portar-lo a Yama-locum, a la seva sala de la justícia, per poder ser jutjats i poder rebre la seva sentència. Apareix en alguns mites, però de manera secundària, com per exemple:

## Diferents versions de l'infern
Els orígens de l'infern xinès remunten a la paraula Ti-yü, una paraula per designar una presó a la terra amb l'oportunitat de després d'haver arreglat els seus errors tornar a la terra, un lloc de càstig. La idea de salvació d'un xinès seria passar per les corts de l'infern i pel cicle de reencarnació per arribar al Paradís, així cadascú es crea el seu propi infern segons els seus erros. Tanmateix, en els inferns xinesos no existeix un déu instigador a fer el mal redirigint la responsabilitat dels mals cap a la persona mateixa que els ha realitzat. Els reis de l'infern busquen la salvació de les ànimes, en purificar-les, mentre que el concepte d'un infern on es castiguen a les ànimes arriba al pensament amb el budisme i la barreja amb les nacions xineses antigues.
A partir de diversos textos de l'Índia i de la cultura local, la tradició xinesa proposa diverses versions sobre el nombre d'inferns i deïtats que estan al capdavant. En l'infern budista hi apareixen vint-i-un inferns, però en els llibres més vells només es mencionen vuit, fins que més endavant s'afegeixen dos inferns més, d'entrada i un de sortida, així arriben als deu inferns (molt representat als temples indis budistes). Més endavant, com que el budisme es va moure cap al nord es van afegir vuit inferns freds més, però en el Mahaprajnaparamitasastra apareix una versió totalment diferent, consta de vuit inferns cadascun amb setze subinferns i cadascun d'ells dividit amb vuit subinferns més, quatre calents i quatre freds. Com que la versió dels Deu inferns va ser de les més populars va anar creixent la teoria dels Deu Reis de l'infern, una teoria completament taoista però amb influències budistes.
Mentre que la influència budista de l'infern es veia representada amb els Deu reis, el text de la dinastia Song Compiled Accounts of the Jade Ephemeris representa l'infern com una visió estàndard de l'inframon producte d'una confluència amb el budisme, el taoisme i el confucianisme. Aquest manté la mateixa estructura burocràtica dels Deu Reis, però fent canvis en els noms, l'ordre de les corts com el nombre d'inferns afegint molts subinferns.
Existeix una teoria que segueix la idea dels Tres reis de l'infern (Yanluo Wang, King Yama; Taishan Wang, King of Mount Tai 泰山王, i Wudao Zhuanlun Wang, King Who Turns the Wheel of Rebirth in the Five Paths 五道轉輪王), aquests van sorgir abans dels Deu reis de l'infern, creient que això els conecta amb el sistema burocràtic oficial de la Dinastia Tang: Sistema on el director del Departament d'Assumptes d'Estat i els Sis ministeris són els membres bàsics del sistema dels Tres Departaments (Sansheng liubu zhi 三省六部制), els tres departaments estaven formats pel Departament d'Assumptes d'Estat (Shangshu sheng 尚書省), el Departament de la Secretaria (Zhongshu sheng 中書省) i el Departament de Supervisió (Menxia sheng 門下省). Alguns han arribat a realitzar una comparativa amb el sistema burocràtic de l'infern, amb els Tres reis.
Tanmateix, quan el culte de Dizang (després de la meitat de la Dinastia Tang), va augmentar en la població, es va poder introduir a l'inframon adquirint el control salvant alguns morts, però sense poder intervenir amb els veredictes dels Tres reis, no obstant això, més endavant va poder actuar com a supervisor de l'infern.

## Altres recursos
- Boo Eng, Khoo. Chinese Culture : Folklores, Festivals, Deities (en anglès).  Partridge Publishing Singapore., 2022.
- Feer, Leon «Buddhist Hells». The Buddhist, 5,  1893.
- Kübler-Ross, Elisabeth. Death: The Final Stage (en anglès).  Nova York: Scribner, 2009.
- Lamotte, Etienne. The treatise on the great virtue of wisdom of Nagarjuna (Mahaprajnaparamitasastra), 2001.
- ShangFen, M; Novel, B. Mysterious World : Volume 4. (en anglès).  Funstory, 2019.
- Welch, Holmes. The practice of Chinese Buddhism, 1900-1950 (en anglès).  Cambridge: Harvard University Press, 1967.